# Bebelis
Bebelis is een kevergeslacht uit de familie van de boktorren (Cerambycidae). De wetenschappelijke naam van het geslacht werd voor het eerst geldig gepubliceerd in 1864 door Thomson.

## Soorten
Bebelis omvat de volgende soorten:
- Bebelis acuta Pascoe, 1875
- Bebelis angusta (Fisher, 1947)
- Bebelis aurulenta (Belon, 1903)
- Bebelis coenosa (Bates, 1866)
- Bebelis compta Galileo & Martins, 2006
- Bebelis concisa Galileo & Martins, 2006
- Bebelis cuprina (Belon, 1903)
- Bebelis divaricata (Fisher, 1947)
- Bebelis elongata (Lameere, 1893)
- Bebelis fasciata (Fisher, 1947)
- Bebelis furcula (Bates, 1880)
- Bebelis inaequalis (Fisher, 1947)
- Bebelis laetabilis (Belon, 1903)
- Bebelis leo Monné M. A. & Monné M. L., 2009
- Bebelis lignea (Bates, 1866)
- Bebelis lignosa Thomson, 1864
- Bebelis longipennis (Bates, 1885)
- Bebelis maculata Martins & Galileo, 1999
- Bebelis mexicana (Bates, 1885)
- Bebelis modesta (Belon, 1903)
- Bebelis obliquata Breuning, 1940
- Bebelis occulta (Bates, 1866)
- Bebelis parva (Fisher, 1938)
- Bebelis picta Pascoe, 1875
- Bebelis prolongata (Fisher, 1947)
- Bebelis pseudolignosa Breuning, 1942
- Bebelis puncticollis (Fisher, 1947)
- Bebelis schwarzi (Fisher, 1947)
- Bebelis tagua Galileo & Martins, 2006